# Demino Ski Marathon
Demino Ski Marathon ((ryskaДёминский лыжный марафон) är ett långlopp inom längdskidåkningen som körs i Ryssland i mars. Loppet körs cirka 20 kilometer utanför Rybinsk gelegen. Huvudloppen är ett cirka 50 kilometer långt fristilslopp, och ett 25 kilometer långt lopp där endast klassisk stil är tillåten.
Loppet hade premiär 2007 och fick Worldloppet-status i juni 2012.

### Fotnoter
1. ↑  ”Demino Ski Marathon” (på engelska). Worldloppet. http://www.worldloppet.com/demino_ski_marathon.php. Läst 4 mars 2015.